# Toshima-gun

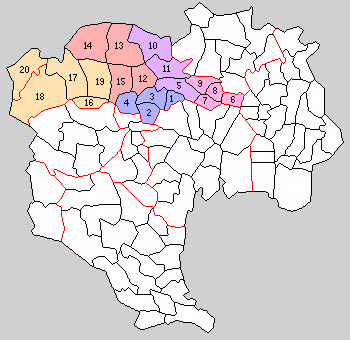
1.–19.: Gemeinden im Kita-Toshima-gun von Tōkyō-fu ab 1889; 20.: Ōizumi-mura kam erst 1891 dazu, das Gebiet gehörte vorher zum Niikura-gun von Saitama-ken; 1932–1943 wurden alle Teil von Tōkyō-shi; in Flächenfarben heutige Gemeinden: pink Arakawa-ku, lila Kita-ku, blau Toshima-ku, orange Itabashi-ku, gelb/ocker Nerima-ku

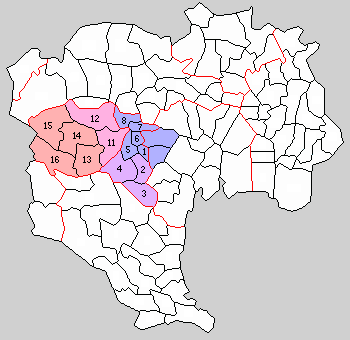
1.–8.: Gemeinden im Minami-Toshima-gun von Tōkyō-fu ab 1889, ein Teil des Gebiets das eingefärbt, aber ohne Nummern ist: bis 1889 Teil von Süd-/Toshima, danach zur Stadt Tokio; in Flächenfarben heutige Gemeinden: blau Shinjuku-ku, lila Shibuya-ku (11.–16. sind die Gemeinden in Ost-Tama 1889, siehe auch Toyotama-gun)

Toshima (jap. 豊島郡, Toshima-gun oder historisch Toshima no kōri) war ein Kreis (gun/kōri) der japanischen Ritsuryō-Provinz Musashi. Er bestand bis 1878 und lag vollständig in der heutigen Präfektur (-to) Tokio.
Vor dem 17. Jahrhundert, als die Tokugawa nach dem endgültigen Sieg im Bürgerkrieg (Sekigahara) mit dem Shōgunat über das ganze Land betraut wurden und Edo damit zum Regierungssitz wurde, gehörte auch Edo zu Toshima. In der Edo-Zeit gehörte der Großteil des Kreises zu Shogunats- und Hatamotoländern (bakuryō). Nach dem Sturz der Tokugawa und der Meiji-Restauration wurde Toshima ab 1868 kurzzeitig von den vereinigten Musashi-Gouverneuren (Musashi chikenji) verwaltet, die den Großteil der ehemaligen Shogunatsländer in der Provinz ohne das in Tokio umbenannte Edo regierten, dann zwischen mehreren Präfekturen aufgeteilt und kam schließlich bei der ersten großen Welle von Präfekturfusionen 1871 komplett zu Tokio. Bei der Reaktivierung der Kreise als moderne Verwaltungseinheit 1878 wurde er in die Kreise Nord-Toshima (Kita-Toshima) und Süd-Toshima (Minami-Toshima) mit den Kreisstädten Shimo-Itabashi und Naitō-Shinjuku geteilt.